# 向山氏
向山氏（むこうやまし、むかいやまし）は、日本の氏族のひとつ。維新後は男爵（幕臣の家系）や士族、平民となった。

## 歴史
甲斐国に起こり八代郡向山郷（現・山梨県甲府市上向山・下向山）を地盤とした豪族。神姓を名乗る諏訪大社の氏人である神党のひとつ。その祖先は甲斐の大開祖、彦火火出見尊の後裔向山土本毘古王とも言われ、佐久神社（甲府市）にゆかりが深い。

### 鎌倉時代
八代庄は金沢流北条氏の所領となるが、鎌倉時代末期の金沢貞顕・貞将期には被官化した一族の存在が確認されている。向山敦利（刑部左衛門、「敦」は諏訪大祝家の通字か）や右筆の向山景定（左衛門尉）らがいる。敦利は貞顕や貞将が六波羅探題南方として在京中に鎌倉との使節や検断頭人などを務めている重臣で（向山敦利書状、金沢文庫）、ほか、貞顕・貞将期の在京被官では御内人と考えられている五郎入道や神兵衛入道らがいる。

### 戦国時代
鎌倉北条氏の滅亡とともに向山氏も衰退したと考えられているが、戦国時代には甲斐守護・武田信虎・晴信（信玄）に仕えた向山三河守虎継や向山民部左衛門尉家安、郡内領主小山田氏とともに相模国後北条氏との取次を務めた向山又七郎らがいる。向山又七郎は信玄の側近で、相模国の後北条氏の分限帳である『小田原衆所領役帳』に小山田信有（弥三郎）や飯富左京亮らとともに「他国衆」として記載されている点が注目されている。高野山成慶院『武田家過去帳』によれば向山又七郎は天文21年（1552年）以前に死去しているが、天文24年（1555年）3月には向山源五左衛門尉が後北条氏に嫁いだ信玄息女の黄梅院付きの家臣として活動している。
甲府市下向山の佐久神社にその由来の史料が初見されるが、15世紀中ごろから向山出雲守昌保の活動が各種史料に散見されるようになった。また向山丹後守盛吉（渡辺綱の曾孫の渡辺至（伝の弟）の末裔と称した甲斐渡辺氏から改姓）など、戦国期には武田氏に従い高遠城（現・長野県伊那市）に拠った。

### 江戸時代
天正10年（1582年）、織田信長の武田征伐による武田氏の没落後は甲斐を領した徳川家康や家康に従った保科氏に仕え、武家として存続する。向山丹後守子孫は江戸旗本となった。向山出雲守子孫は会津藩や渡辺氏に仕え野本藩や伯太藩（現・大阪府和泉市）重臣として明治維新を迎えた。
維新後幕臣の向山家は勲功により華族となった。
- 向山源太夫
- 向山黄村
- 向山慎吉

### 佐久神社（甲府市）
佐久神社（甲府市）社伝によると、雄略天皇2年6月の勧請。土本毘古王の古墳を大宮山より天神山に改葬し、その跡に建立された。
天文13年（1543年）8月領主向山出雲守により移転。

## 関連作品
- 赤神諒『計策師　甲駿相三国同盟異聞』（朝日新聞出版社、2019年10月7日）ISBN 978-4022516404（向山又七郎を主人公とする小説）